# Kurt Budäus
Kurt Budäus (* 6. März 1908 in Leipzig; † 16. April 1963 in Velbert) war ein deutscher Politiker (NSDAP).

## Leben
Nach dem Schulbesuch absolvierte Budäus ein Studium. 1933 trat er in die Reichswehr ein. Anschließend arbeitete er als Auslandskorrespondent in Italien und Frankreich. Zum 1. Mai 1933 trat er in die NSDAP ein (Mitgliedsnummer 2.994.796). Zuvor war er bereits von September 1932 bis März 1933 Mitglied der SA gewesen. Der Hitlerjugend (HJ) gehörte er seit September 1931 an. Seinen Militärdienst leistete er 1933 bei der Reichswehr ab. Danach war er als Auslandskorrespondent in Italien und Frankreich tätig.
Nach dem Besuch der HJ-Gebietsführerschule Oberweser war Budäus bei der HJ-Gebietsführung Niedersachsen tätig, zuletzt als Stabsleiter. Im März 1939 wurde er stellvertretender Chef der Behördenabteilung der Reichsjugendführung (RJF) und stellvertretender Inspekteur der Adolf-Hitler-Schulen. Nach der vorübergehenden Teilnahme am Zweiten Weltkrieg, in dem er mit dem Ritterkreuz ausgezeichnet wurde, übernahm er die Akademie für Jugendführung und die Leitung der Adolf-Hitler-Schulen. Des Weiteren leitete der HJ-Gebietsführer bei der RJF unter anderem 1941 und ab Januar 1943 das Amt für Personalführung und war dort Schul- und Hochschulbeauftragter.
Am 14. Dezember 1943 trat Budäus im Nachrückverfahren in den nationalsozialistischen Reichstag ein, dem er bis zum Ende der NS-Herrschaft als Vertreter des Wahlkreises 35 angehörte.
Ab November 1944 führte er eine Einheit der 12. SS-Panzer-Division „Hitlerjugend“ und wurde bei der Waffen-SS bis zum Sturmbannführer befördert.
Nach Kriegsende wurde Budäus mit anderen ehemaligen HJ-Funktionären im Frühjahr 1946 durch Angehörige der US-Armee verhaftet, da diese der Zugehörigkeit zu einer HJ-Untergrundorganisation beschuldigt waren.

## Schriften (Auswahl)
- Hitler-Jugend-Dienst an der Lehrerbildungsanstalt. In: Das Junge Deutschland 36 (1942), S. 328f.